# NGC 1785
NGC 1785 est constitué d'un groupe étoiles situé dans la constellation de la Dorade. 
L'astronome britannique John Herschel a probablement enregistré la position de ce groupe d'étoiles en novembre 1834.